# غلومك (نغار بردسير)
غلومك (بالفارسية: گلومک) هي قرية تقع في إيران في البلدة المركزية.